# Unholy
"Unholy" är en låt av det amerikanska hårdrocksbandet Kiss, skriven av Gene Simmons och Vinnie Vincent. Låten finns med på album Revenge från 1992 och är en av tre låtar som har Vincent som medkompositör, trots att han blivit sparkad från bandet åtta år tidigare. I och med släppet av "Unholy" signalerade bandet återkomsten till ett tyngre sound och det var deras första singel med Gene Simmons på sång sedan "I Love It Loud" (skriven av Simmons och Vincent). Låten spelades live under Revenge Tour och togs med 1993 års livealbum Alive III, men återvände inte till Kiss setlist förrän 2004 års Rock the Nation Tour.
År 2011 gjorde rockbandet Black Veil Brides en cover på låten, som släpptes på EP:n Rebels. Black Veil Brides har vid ett flertal tillfällen citerat Kiss som deras största influens, både musik- och image-mässigt.

## Låtlista

### CD-maxi
1. "Unholy" (Gene Simmons, Vinnie Vincent) – 3:40
2. "God Gave Rock 'N' Roll to You II" (Russ Ballard, Paul Stanley, Simmons, Bob Ezrin) – 5:23
3. "Deuce" (demo) (Simmons) – 3:25
4. "Strutter" (demo) (Stanley, Simmons) – 4:58

### Limited Special Edition CD-singel

#### CD-singel 1
1. "Unholy" (Gene Simmons, Vinnie Vincent) – 3:40
2. "God Gave Rock 'N' Roll to You II" (Russ Ballard, Paul Stanley, Simmons, Bob Ezrin) – 5:23
3. "Deuce" (Demo) (Simmons) – 3:25
4. "Strutter" (Demo) (Stanley, Simmons) – 4:58

#### CD-singel 2
1. Kiss – Fifteen Years On (Interview)

## Personal
- Gene Simmons – elbas, sång
- Paul Stanley – kompgitarr, bakgrundssång
- Bruce Kulick – sologitarr, bakgrundssång
- Eric Singer – trummor, bakgrundssång

Övriga
- Jesse Damon – bakgrundssång[4]

## Listplaceringar
| Lista (1992)              | List- placering |
| ------------------------- | --------------- |
| UK Singles Chart          | 26              |
| Norska singellistan       | 2               |
| Sverigetopplistan         | 19              |
| Nederländska singellistan | 26              |
| Tyska singellistan        | 26              |